# Wringinputih
Wringinputih is een bestuurslaag in het regentschap Magelang van de provincie Midden-Java, Indonesië. Wringinputih telt 5303 inwoners (volkstelling 2010).